# Paracataclysta
Paracataclysta is een geslacht van vlinders van de familie van de grasmotten (Crambidae), uit de onderfamilie van de Acentropinae. De wetenschappelijke naam en de beschrijving van dit geslacht werden voor het eerst in 1983 gepubliceerd door Yutaka Yoshiyasu. 
Dit geslacht is monotypisch, dat wil zeggen dat het maar één soort heeft namelijk Paracataclysta fuscalis (Hampson, 1893).